# Victor Nilsson Lindelöf
Victor Jörgen Nilsson Lindelöf ([ˈlɪn.dɛˌløːv]), född 17 juli 1994 i Västerås, är en svensk fotbollsspelare (försvarare) som senast spelade för Manchester United i Premier League. Han representerar även det svenska landslaget som lagkapten.
Lindelöf har spelat i det svenska U21-landslaget, med vilka han vann EM-guld 2015. Vid Fotbollsgalan 2016 utsågs han till "Årets back". Lindelöf har vunnit två guldbollar (2018, 2019).

## Klubbkarriär

### Tidig karriär
Lindelöf är född och uppvuxen i Västerås. Som ung spelade han för klubbarna IK Franke, Västerås IK och Västerås SK.
Lindelöf flyttades upp i Västerås SK:s A-lag i december 2009. Han gjorde debut den 25 oktober 2009 i en 3–0-vinst över BK Forward. Under säsongen 2010 hjälpte han klubben att bli uppflyttad till den näst högsta divisionen i Sverige, Superettan.

### SL Benfica
Den 1 december 2011 skrev den då 17-årige Lindelöf ett femårskontrakt med den portugisiska klubben Benfica som började gälla sommaren 2012. I juni 2015 skrev han på för ett A-lagskontrakt med klubben, giltigt till juni 2020.
Den 5 februari 2016 i en ligamatch mot OS Belenenses fick Lindelöf chansen att spela från start, när mittbackarna Luisao och Lisandro Lopez var skadade. Svensken tog den och imponerade. Den 16 februari 2016 spelade Lindelöf från start i åttondelsfinalen av Champions League 2015/2016 mot Zenit Sankt Petersburg, en match som Benfica vann med 1–0. Fyra dagar senare gjorde han sitt första mål för klubben, i en 3–1-vinst över Paços de Ferreira, och var därefter ordinarie i laget. 
I sina två säsonger med Benficas A-lag, var Lindelöf med att vinna Primeira Liga två gånger. Den 28 maj 2017 spelade Victor Nilsson Lindelöf sin sista match för Benfica. Detta då Vitória Guimarães besegrades med 2-1 i den portugisiska cupfinalen. 

### Manchester United
Den 14 juni 2017 meddelade den engelska storklubben Manchester United att de värvat Lindelöf. Han skrev under ett fyraårskontrakt med option på ytterligare ett år. Klubben meddelade inte den officiella övergångssumman, men enligt BBC påstods den vara 31 miljoner pund, vilket skulle ha inneburit att Lindelöf vid denna tid var klubbens dyraste försvarare, för drygt två miljoner pund mer än vad United betalade för Rio Ferdinand 2002. Lindelöf debuterade den 16 juli 2017 mot Los Angeles Galaxy. Manchester Uniteds manager José Mourinho var tydlig med att Lindelöf behövde tid att anpassa sig till Premier League så inledningsvis var han utanför matchtruppen, men efter hand spelade han in sig i laget. Under sin andra säsong i Manchester United gick det betydligt bättre, och Lindelöf framstod mer och mer som lagets ledande mittback. Lindelöf förlängde kontraktet redan i september 2019.  Hans tredje och fjärde säsong i Manchester United bildade Lindelöf mittbackspar med Harry Maguire. Sommaren 2021 köptes mittbacken Raphaël Varane till Manchester United, och året därpå Lisandro Martinez vilket innebar mindre speltid för Lindelöf. Men i januari 2024 aktiverade klubben en option på ytterligare ett år i hans kontrakt.
Efter säsongsavslutningen mot Aston Villa den 25 maj 2025, meddelade Manchester United att svensken lämnar efter åtta år och 284 matcher i den röda tröjan. Två titlar blev det under tiden i klubben: Ligacupen 2023 (dock ingen speltid i finalen), och FA-cupen 2024 (Lindelöf kom in i slutminuten i finalen på Wembley Stadium). De två sista åren präglades av skador och mindre speltid.

## Landslagskarriär
Lindelöf spelade U21-EM 2015 och var en del i den svenska trupp som tog det sensationella U21-EM-guldet i juni 2015. I finalmatchen mot Portugal satte han den avgörande straffen i straffläggningen som slutade 4-3 till Sverige.
Lindelöf debuterade för Sveriges A-landslag den 24 mars 2016 i en 2–1-förlust mot Turkiet. Senare under säsongen fick han en plats i den svenska truppen i fotbolls-EM 2016. Han spelade fotbolls-VM 2018 för Sverige som en av de två ordinarie mittbackarna i startelvan. Nilsson Lindelöf fick feber och kände sig kraftlös och var därför inte aktuell till VM-premiären mot Sydkorea, men var tillbaka i matchen mot Tyskland. Efter Sveriges seger i åttondelsfinalen mot Schweiz den 3 juli 2018 hyllades Lindelöf för sitt defensiva spel, men även för att ha varit den som tog initiativ till det anfall i vilket Sverige genom Emil Forsberg avgjorde matchen med 1-0.
Lindelöf spelade samtliga Sveriges matcher i EM 2020.
Den 11 augusti 2021 utsågs Lindelöf till Andreas Granqvists efterträdare som lagkapten av Janne Andersson.

## Karriärstatistik

### Klubblag
| Klubb              | Säsong             | Liga               | Liga    | Liga | Nationell cup | Nationell cup | Ligacup | Ligacup | Internationell cup | Internationell cup | Övrigt  | Övrigt | Totalt  | Totalt |
| Klubb              | Säsong             | Division           | Matcher | Mål  | Matcher       | Mål           | Matcher | Mål     | Matcher            | Mål                | Matcher | Mål    | Matcher | Mål    |
| ------------------ | ------------------ | ------------------ | ------- | ---- | ------------- | ------------- | ------- | ------- | ------------------ | ------------------ | ------- | ------ | ------- | ------ |
| Västerås SK        | 2009               | Division 1 Norra   | 1       | 0    | —             | —             | —       | —       | —                  | —                  | —       | —      | 1       | 0      |
| Västerås SK        | 2010               | Division 1 Norra   | 9       | 0    | —             | —             | —       | —       | —                  | —                  | —       | —      | 9       | 0      |
| Västerås SK        | 2011               | Superettan         | 27      | 0    | —             | —             | —       | —       | —                  | —                  | —       | —      | 27      | 0      |
| Västerås SK        | 2012               | Division 1 Norra   | 13      | 0    | —             | —             | —       | —       | —                  | —                  | —       | —      | 13      | 0      |
| Västerås SK        | Totalt             | Totalt             | 50      | 0    | —             | —             | —       | —       | —                  | —                  | —       | —      | 50      | 0      |
| Benfica B          | 2012/2013          | Segunda Liga       | 15      | 0    | —             | —             | —       | —       | —                  | —                  | —       | —      | 15      | 0      |
| Benfica B          | 2013/2014          | Segunda Liga       | 33      | 2    | —             | —             | —       | —       | —                  | —                  | —       | —      | 33      | 2      |
| Benfica B          | 2014/2015          | Segunda Liga       | 41      | 2    | —             | —             | —       | —       | —                  | —                  | —       | —      | 41      | 2      |
| Benfica B          | 2015/2016          | Segunda Liga       | 7       | 0    | —             | —             | —       | —       | —                  | —                  | —       | —      | 7       | 0      |
| Benfica B          | Totalt             | Totalt             | 96      | 4    | —             | —             | —       | —       | —                  | —                  | —       | —      | 96      | 4      |
| Benfica            | 2013/2014          | Primeira Liga      | 1       | 0    | 1             | 0             | 0       | 0       | 0                  | 0                  | —       | —      | 2       | 0      |
| Benfica            | 2014/2015          | Primeira Liga      | 0       | 0    | 1             | 0             | 0       | 0       | 0                  | 0                  | 0       | 0      | 1       | 0      |
| Benfica            | 2015/2016          | Primeira Liga      | 15      | 1    | 0             | 0             | 4       | 0       | 4                  | 0                  | 0       | 0      | 23      | 1      |
| Benfica            | 2016/2017          | Primeira Liga      | 32      | 1    | 4             | 0             | 2       | 0       | 8                  | 0                  | 1       | 0      | 47      | 1      |
| Benfica            | Totalt             | Totalt             | 48      | 2    | 6             | 0             | 6       | 0       | 12                 | 0                  | 1       | 0      | 73      | 2      |
| Manchester United  | 2017/2018          | Premier League     | 17      | 0    | 3             | 0             | 3       | 0       | 5                  | 0                  | 1       | 0      | 29      | 0      |
| Manchester United  | 2018/2019          | Premier League     | 30      | 1    | 3             | 0             | 0       | 0       | 7                  | 0                  | —       | —      | 40      | 1      |
| Manchester United  | 2019/2020          | Premier League     | 35      | 1    | 5             | 0             | 3       | 0       | 4                  | 0                  | —       | —      | 47      | 1      |
| Manchester United  | 2020/2021          | Premier League     | 12      | 1    | 0             | 0             | 1       | 0       | 5                  | 0                  | —       | —      | 18      | 1      |
| Manchester United  | Totalt             | Totalt             | 94      | 2    | 11            | 0             | 7       | 0       | 21                 | 0                  | 1       | 0      | 134     | 3      |
| Totalt i karriären | Totalt i karriären | Totalt i karriären | 288     | 9    | 18            | 0             | 13      | 0       | 33                 | 0                  | 2       | 0      | 354     | 9      |

1. ↑  Match i Supertaça Cândido de Oliveira
2. ↑  Match i Uefa Super Cup

### Landslag
| Landslag    | År     | Matcher | Mål |
| ----------- | ------ | ------- | --- |
| Sverige U17 |        |         |     |
| 2010        | 3      | 0       |     |
| 2011        | 2      | 0       |     |
| Totalt      | Totalt | 5       | 0   |
| Sverige U19 |        |         |     |
| 2012        | 9      | 0       |     |
| 2013        | 8      | 0       |     |
| Totalt      | Totalt | 17      | 0   |
| Sverige U21 |        |         |     |
| 2014        | 3      | 0       |     |
| 2013        | 10     | 0       |     |
| Totalt      | Totalt | 13      | 0   |
| Sverige     |        |         |     |
| 2016        | 11     | 1       |     |
| 2017        | 7      | 0       |     |
| 2018        | 11     | 1       |     |
| 2019        | 4      | 1       |     |
| 2020        | 5      | 0       |     |
| 2021        | 12     | 0       |     |
| 2022        | 6      | 0       |     |
| 2023        | 3      | 0       |     |
| Totalt      | Totalt | 59      | 3   |

## Meriter

### Inom klubblag
Västerås SK
- Vinnare av Division 1 Norra: 2010

 Benfica
- Vinnare av Primeira Liga: 2013/2014, 2015/2016, 2016/2017
- Vinnare av Portugisiska cupen: 2013/2014
- Vinnare av Portugisiska Ligacupen: 2015/2016

 Manchester United
- Vinnare av Engelska Ligacupen: 2022/2023
- Vinnare av FA-cupen: 2023/2024

### Inom landslag
- Vinnare av U21-EM: 2015

### Individuellt
- U21-EM 2015: Turneringens lag
- Uefa Champions League: Genombrottselva 2016
- Fotbollsgalan: Årets back 2016, 2019, 2020
- Fotbollsgalan: Guldbollen 2018, 2019

## Privatliv
Victor Nilsson Lindelöf är gift med influeraren Maja Nilsson Lindelöf. Paret har tre barn.